# II. Konrád német-római császár
II. Konrád (németül: Konrad II. der Ältere), (990. július 12. – 1039. június 4.) német király 1024-től, német-római császár 1027. március 26-ától, a Száli-ház első császára.

## Élete

### Ifjúsága
Henrik speyeri gróf (971 – 995) és Elzászi Adelheid fiaként született. Henrik, Luitgard unokája volt, Luitgard pedig I. Ottó német-római császár leánya, aki a Száli-házból származó Vörös Konrád lotaringiai herceghez ment feleségül. Konrádot 1000-től a wormsi püspök nevelte. Kisgyermek éveiben I. Ottó német-római császár volt rá nagy hatással. 1016-ban feleségül vette az özvegy Sváb Gizellát, aki távoli rokona volt, mivel mindketten Nagy Károly leszármazottainak tartották magukat. Ezt a tényt használta fel II. Henrik német-római császár, hogy az egyházi kánonra hivatkozva Konrádot száműzze. Henrik halála után – minthogy a Szász-dinasztia kihalt – Konrád és unokatestvére merült fel lehetséges jelöltként. Közös megegyezést követően végül a speyeri Konrád nyerte el a trónt.

### Kezdeti bajok
Megkoronázását követően szinte azonnal megindult az ilyenkor már szokásosnak tekinthető ellenségeskedés. III. Rudolf burgund király felmondta a még II. Henrikkel kötött örökösödési szerződést, de miután Konrád elfoglalta Bázelt, újra elismerte azt.
A birodalmon belül I. Gozelon alsó-lotaringiai herceg és II. Ernő sváb herceg támadt a királyi hatalom ellen. Henrik halálát kihasználva a lengyel Vitéz Boleszláv 1025-ben királlyá koronáztatta magát, utóda, II. Mieszko birodalmi területeket pusztított. Itália lázongott, támadásra készült a dán és a francia király is.
Konrád ebben a helyzetben először észak felől biztosította magát Schleswignek Dánia javára történő átadásával 1025-ben, majd hódoltatta Gozelot és Ernőt.

### Az első itáliai hadjárat
1026-ban Aribert milánói érsek hívására elindult első itáliai hadjáratára. Milánóban lombard királlyá, majd Rómában – a ravennai felkelés leverését és Pavia elfoglalását követően – XIX. János pápa császárrá koronázta 1027-ben. A longobárd hercegek alávetésével a félsziget déli részén is biztosította a birodalom jogait.
1028-ban fiát, Henriket megválasztatta német királlyá. 

### Belső lázadások
Itáliából hazaérkezvén, Ernő – és a koronáról annak idején lemondó Frank Konrád – 1026-ban újra kezdett lázadásával kellett megküzdenie. Ebben a harcban, akárcsak majd a későbbiekben is, fő támogatói a lovagok voltak, akiknek számára ő tette lehetővé hűbérbirtokaik örökölhetőségét. Ernőt 1027-ben megfosztotta trónjától és fogságba vetette, de a harcok csak 1030-ban, a közben szabadon engedett herceg halálával értek véget.

### Az első lengyel hadjárat

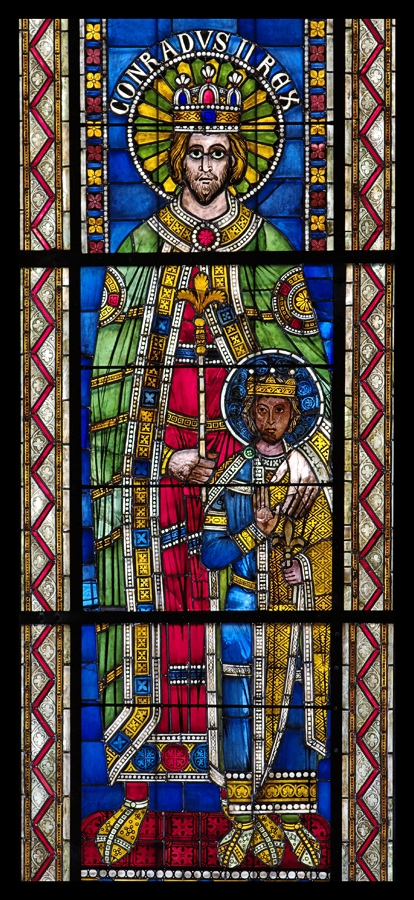
II. Konrád (Strasburgi katedrális)

A császár 1029-ben a trónkövetelő Veszprém oldalán – sikertelenül – beavatkozott a lengyel trónviszályba, válaszképpen II. Mieszko megtámadta Szászországot.

### Magyarországi hadjárat
Konrádot nagyhatalmi elképzelései 1030-ban Magyarország megtámadására sarkallták, annak hűbéri hódoltatása céljából. Erre a Fischa és Lajta folyók közti magyar határterületekre apránként beszivárgó és azt megszálló bajor telepesek zaklatását hozta fel ürügyül. I. István magyar király a felperzselt föld taktikáját alkalmazva visszaverte, sőt Bécsnél be is kerítette és megadásra kényszerítette a császár seregét. A békekötés (1031) eredményeként Konrádnak a Lajta–Fischa közét, valamint a Morva folyó egy kisebb területsávját is át kellett engednie a magyar királynak.

### A második lengyel hadjárat
Ugyancsak 1031-ben Konrád másodszor is megtámadta Lengyelországot – immár sikeresen. Lausitz ismét birodalmi birtok lett, Veszprém pedig elismerte hűbérurának Konrádot. Miután utóbbit 1032-ben meggyilkolták, a német segítséggel visszatérő Mieszko is kénytelen volt hűbéresküt tenni, valamint lemondani a királyi címről (1033).

### Burgundia német kézen
1032-ben meghalt III. Rudolf, de országának egy része nem ismerte el örökösének Konrádot. A felkelő II. Odó champagne-i gróf legyőzése után végül a császár 1033-ban egyesíthette Burgundiát a birodalommal, ám uralmának megkérdőjelezhetetlenségére 1034-ben még egy hadjáratot kellett vezetnie. A királyság, amelyet Konrád utódai idejében Arles-i királyságnak neveztek, a mai Franciaország délkeleti részének nagyobbik részét tartalmazta, valamint a mai Svájc nyugati felét. Nem tartozott ide azonban északon a kis burgundiai hercegség.

### Csehország
Beavatkozott a cseh trónviszályba is: itt 1034-ben I. Břetiszláv mint Cseh- és Morvaország hercege ismerte el fennhatóságát.

### A második itáliai hadjárat
1037-ben Konrád ismét Itáliába indult Aribert érsek hívására, aki miután a valvassore-kal (városi lovagok és polgárok) vívott harcában 1036-ban vereséget szenvedett, tőle kért segítséget. A császár kiadta a "Constitutio de feudist"-t, amelyben Németországhoz hasonlóan megerősítette a kis feudálisoknak birtokaik örökölhetőségét, ám Milánó ennek ellenére felkelt ellene, és Aribert is szembefordult Konráddal.
Az érsek az itáliai püspökökkel összefogva Champagne-i Odónak ajánlotta fel a koronát, aki, hogy Konrádot visszafordulásra kényszerítse, betört Lotharingiába, de ott a Gozelo herceg elleni ütközetben életét vesztette. A császár, miután Milánót nem volt képes bevenni, délnek fordult. Visszasegítette Rómába az elűzött IX. Benedeket.
1038-ban IV. Guaimar salernói herceg arra kérte, ítéljen abban a vitában, melybe Capuával kapcsolatban keveredett annak urával, Pandulf herceggel, akit Konrád a koronázása után, 1024-ben kiengedett fogságából. Konrád, mikor hallotta, hogy a bizánci császár ugyanezt a felkérést kapta, Dél-Itáliába ment, Salernóba és Aversába. Mivel Monte Cassino apátját, Theobaldot Pandulf fogságba vetette, Konrád a német Richert nevezte ki apáttá. Troiánál utasította Pandulfot, hogy adja vissza a Monte Cassinóból eltulajdonított javakat. Pandulf követségbe küldte feleségét és fiát, hogy békét kérjenek, két részletben 300 font aranyat küldött ajándékba, valamint elküldte egy fiát és egy leányát, hogy Konrád a béke biztosításaként udvarában tartsa őket. A császár elfogadta Pandulf ajánlatát, később azonban Pandulf túszként tartott gyermekei megszöktek Konrád udvarából, Pandulf pedig Sant’Agata de’ Goti várába zárkózott. Konrád megostromolta és elfoglalta Capuát, majd Guaimarnak adta, akit kinevezett Capua hercegévé, Aversát pedig elismerte a normann Ranulf Drengot uralma alatti Salernóhoz tartozó grófságként. Pandulf eközben Konstantinápolyba szökött. 

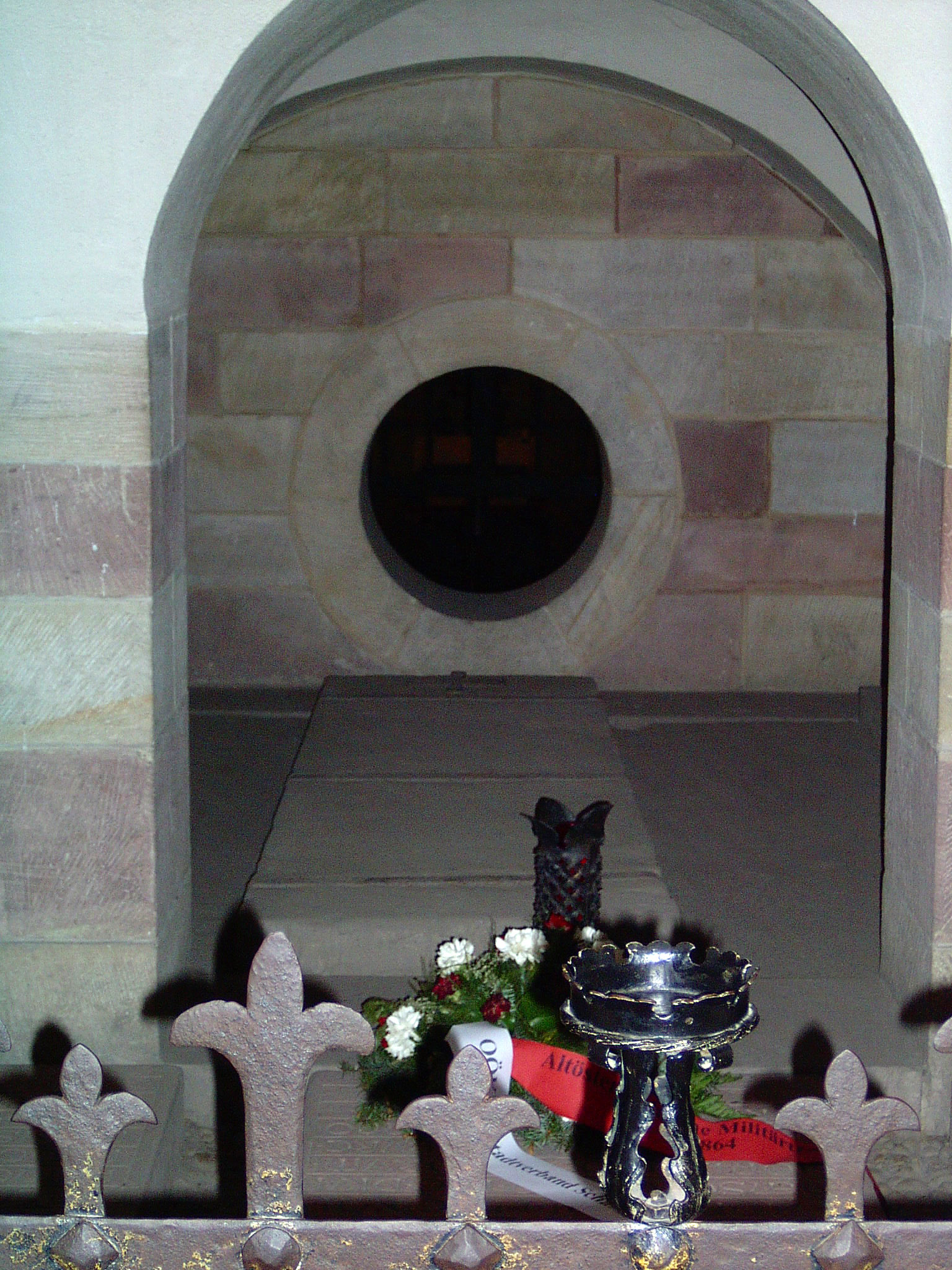
Konrád sírja a speyeri dómban

### Halála
Konrád még 1038-ban visszatért hazájába, és 1039. június 4-én Utrechtben halt meg köszvény következtében. A beleit Utrechtben temették el, holttestét Speyerben helyezték végső nyugalomra.

## Megítélése

### II. Konrád politikája
Konrád mind belső és külső sikereket is elért politikai szinten. Visszaszerezte a III. Ottó által elveszített Elba és Odera közti területeket. Délnyugaton megvette Burgundiát, közben megakadályozta Lombardia növekedését és biztosította a békét. Konrád türelmes, józan uralkodó volt.

### Egyházi politikája
Konrád követte II. Henrik egyházpolitikáját. Területeket adott az egyháznak, egyházi személyek hivatalokat birtokoltak.

## Gyermekei
Konrád 1016-ban kötött házasságot Sváb Gizellával (989. november 13. – 1043. február 15.). Házasságukból három gyermek született:
- III. Henrik német-római császár[1] (1017. október 29. – 1056. október 5.)
- Mathilda[1] (1027 – 1034 januárja)
- Beatrix[1] (1030 k. – 1036. szeptember 26.)